# Murray River (Western Australia)
Der Murray River ist ein Fluss im Südwesten des australischen Bundesstaates Western Australia.
Der Fluss spielte bei der Ausdehnung der Aborigines-Siedlungen südlich von Perth nach dem Eintreffen der britischen Siedler in der Swan River Colony 1829 eine wesentliche Rolle.

## Geografie
Der Murray River entspringt an den Nordhängen des Mount Keats in der Darling Range. Von dort fließt er durch die Lane Poole Conservation Reserve nach Norden, um 5 km südlich von Dwellingup nach Westen abzubiegen. Am South Western Highway, ca. 7 km nördlich von Waroona, führt ihn sein Weg wieder nach Norden, entlang des Highways bis nach Pinjarra.
Er ist einer der wenigen größeren Flüsse in der Nähe von Perth, der keinen Stausee für die Trinkwasserversorgung besitzt. Sein Einzugsgebiet liegt zum großen Teil in der Wheatbelt-Region, wo im Osten bei Pingelly nur durchschnittlich 450 mm/Jahr Regen fallen und im Westen im Gebiet der Darling Range um Dwellingup durchschnittlich bis zu 1300 mm/Jahr Regen fallen.
Der Murray River fließt durch die dicht bewaldeten Gebiete der Darling Range mit hohen jährlichen Regenmengen und erreicht dann die Stadt Pinjarra. Unterhalb Pinjarra durchfließt der Fluss eine sandige Ebene. Dort ist er auch schiffbar. Bei Mandurah mündet er in das Peel Inlet und damit in den Indischen Ozean.
Die Kanäle South Yunderup und North Yunderup liegen etwas flussaufwärts des Ästuars.

### Nebenflüsse mit Mündungshöhen
Der Murray River hat folgende Nebenflüsse:
- Hotham River – 184 m
- Williams River – 184 m
- Long Gully – 174 m
- Chalk Brook – 171 m
- Howse Brook – 168 m
- Big Brook – 164 m
- Yarragil Brook – 159 m
- Swamp Oak Brook – 147 m
- Marrinup Brook – 18 m
- Dandalup River – 8 m
- Darling River - 230 m

## Geschichte
Die erste Expedition von Europäern in diesem Gebiet wurde im Juli 1829 von Captain John Currie von der HMS Challenger angeführt und vom Botaniker James Drummond begleitet. Die Gruppe marschierte vom heutigen Rockingham etwas landeinwärts und entdeckte nach Besteigung eines kleinen Hügels beim heutigen Baldivis einen Fluss in der Ferne. Dieser Fluss wurde später Serpentine River genannt. Er liegt nördlich des Murray River und wurde einige Zeit lang mit diesem verwechselt, was man aber er später im gleichen Jahr begriff.
Im November fuhren Dr. Alexander Collie, Leutnant William Preston und ihre Crew von der HMS Sulphur mit zwei Walfangbooten aus dem Cockburn Sound heraus und querten am 17. November 1829 mittags die Sandschwelle beim heutigen Mandurah. Dort blieben sie über Nacht und fuhren am nächsten Tag nach Süden das Peel-Harvey Estuary hinauf bis zur Mündung des Harvey River, wo sie freundlich gesinnte Aborigines antrafen.
Wegen des starken Windes segelten sie nach Norden aus dem Ästuar, ohne seine Ostküste, wo der Murray River mündet, zu erforschen. Die Gruppe verließ die Lagune dann über die Sandschwelle und segelte entlang der Küste bis zu den Mündungen des Collie River und des Preston River und zum Leschenault Inlet hinunter, bevor sie am 28. November 1829 zum Peel-Harvey Estuary zurückkehrten. Die Boote fuhren etwa 3 km den Murray River hienauf und kehrten dann nach einer 12-Tages-Reise nach Fremantle zurück.
Dies war die erste wirkliche Begegnung mit dem Murray River, den Gouverneur James Stirling nach dem Staatssekretär im Kolonialministerium in London, Sir George Murray, benannte.
Einige Monate später begannen Siedler vom Swan River damit, den Fluss zu erforschen und sich Grundstücke an seinen Ufern zu sichern.

### Thomas Peel
Thomas Peel hatte Großbritannien mit dem Versprechen verlassen, dass er, falls er zusammen mit 400 Siedlern in Fremantle Anfang November 1829 ankäme, 1000 km² Land zugesprochen bekäme, das sich vom Südufer des Swan River bis zum Cockburn Sound erstreckte. Da er aber mit sechs Wochen Verspätung und nur 169 Siedlern ankam, zog Gouverneur Stirling sein Angebot zurück und vergab das Land an schon etablierte Siedler. Peel bot man alternativ das Land von Woodman Point bis zum Nordufer des Murray River und vom Meer bis zur Darling Range an.
Peels verbliebene Siedler kamen wenig später dort an und ließen sich anfangs in Clarence nieder, bevor sie in das Gebiet des heutigen Mandurah umzogen, das sie Peeltown nannten.
Trotz vieler Probleme für die Siedler dehnte sich die Siedlung aus und Ende 1830 wurde die Stadt Pinjarra gegründet. Bis etwa dorthin war der Murray River schiffbar. Es gab auch eine natürliche Furt am nahegelegenen Oakley Brook.
Weiteres Land wurde am Südufer des Murray River besiedelt, aber dies stellte die südliche Grenze des Siedlungsgebietes dar, auch deshalb, weil es zunehmend Konflikte mit den dort ansässigen Aborigines gab. Diese Konflikte gipfelten im furchtbaren Massaker von Pinjarra im Oktober 1834, wo weiße Siedler bis zu 40 Noongar vom Stamme der Pindjarub umbrachten. Dem Massaker folgte ein Überfall der Stämme vom Murray River auf die Stadt Perth. Im Folgejahr wurde ein formaler Friedensvertrag zwischen den Noongars vom Murray River, denen vom Swan River und den weißen Siedlern geschlossen.
Damit herrschte relativer Friede und die Siedlungen um Pinjarra wuchsen weiter. Die Eröffnung der Eisenbahnstrecke von Perth nach Bunbury 1893 beflügelte die Siedlungstätigkeit weiter.
Bald nachdem die Siedler mit dem Aufbau einer Landwirtschaft begonnen hatten, mussten sie feststellen, dass der Unterlauf des Flusses stark unter jährlichen Überschwemmungen litt, die auf das geringe Gefälle zwischen dem Rand des Gebirges und dem Ästuar – einer Strecke von etwa 40 km – zurückzuführen waren. Weitgehende Abholzung der Vorberge, die ansonsten das überschüssige Wasser hätten aufnehmen können, verschlimmerte das Problem noch. Die Siedler hatten es mit einem gigantischen Sumpfland zu tun, das jedes Jahr viele Monate lang unpassierbar war.
Von 1900 bis etwa zum Ende des Zweiten Weltkrieges unternahm man gemeinsame Anstrengungen, die flutgefährdeten Flächen zu entwässern. Heute liegt ein Drittel des Landes im Peel-Harvey-Einzugsbereich nicht weiter als 100 m von einem Flutgraben, Bach oder Fluss entfernt.